# Orientare romantică
Orientarea romantică, numită și orientare afectivă sau  afecțională, indică sexul sau genul cu care cineva are șanse să aibă o relație romantică sau de care să se îndrăgostească. Termenul este folosit în alternanță cu sau alături de termenul de orientare sexuală, și uzul său se bazează pe noțiunea că atracția sexuală (entitate separată de atracția romantică) este doar o parte a unui spectru mai larg. De exemplu, chiar dacă o persoană bisexuală se simte atrasă sexual și de bărbați și de femei, poate fi predispusă intimității romantice doar cu femei. În plus, atracția emoțională sau romantică dintre doi parteneri nu necesită atracție sexuală deoarece atracția în general nu este doar de tip sexual, ci și pe baza de aspecte estetico-etice. Se poate spune că termenul de orientare sexuală, folosit ca unic indicator al atracției, este reducționist.

## Identități romantice
Acestea sunt separate de identitățile sexuale (heterosexualitate, bisexualitate, homosexualitate, asexualitate) și nu trebuie confundate cu ele:
Aromantic: lipsa atracției romantice față de oricine
Biromantic: atracție romantică față de persoane de același gen sau de genuri diferite
Heteroromantic: atracție romantică față de persoane de alte genuri
Homoromantic: atracție romantică față de persoane de același gen
Panromantic: atracție romantică față de toate genurile
Androromantic: atracție romantică față de persoane care se identifică ca bărbați
Gineoromantic: atracție romantică față de persoane care se identifică ca femei
Demiromantic: atracție romantică doar ca urmare a unei relații emoționale (nu neapărat romantice)
Poliromantic: atracție romantică față de mai multe genuri, dar nu neapărat toate genurile